# Borný
Borný (německy Bornayberg, 446 m n. m.) je neovulkanický vrch v okrese Česká Lípa Libereckého kraje, ležící asi 2,5 km severně od města Doksy na stejnojmenném katastrálním území. Vrch se tyčí nad severovýchodním břehem Máchova jezera v chráněné krajinné oblasti Kokořínsko – Máchův kraj.

## Popis vrchu

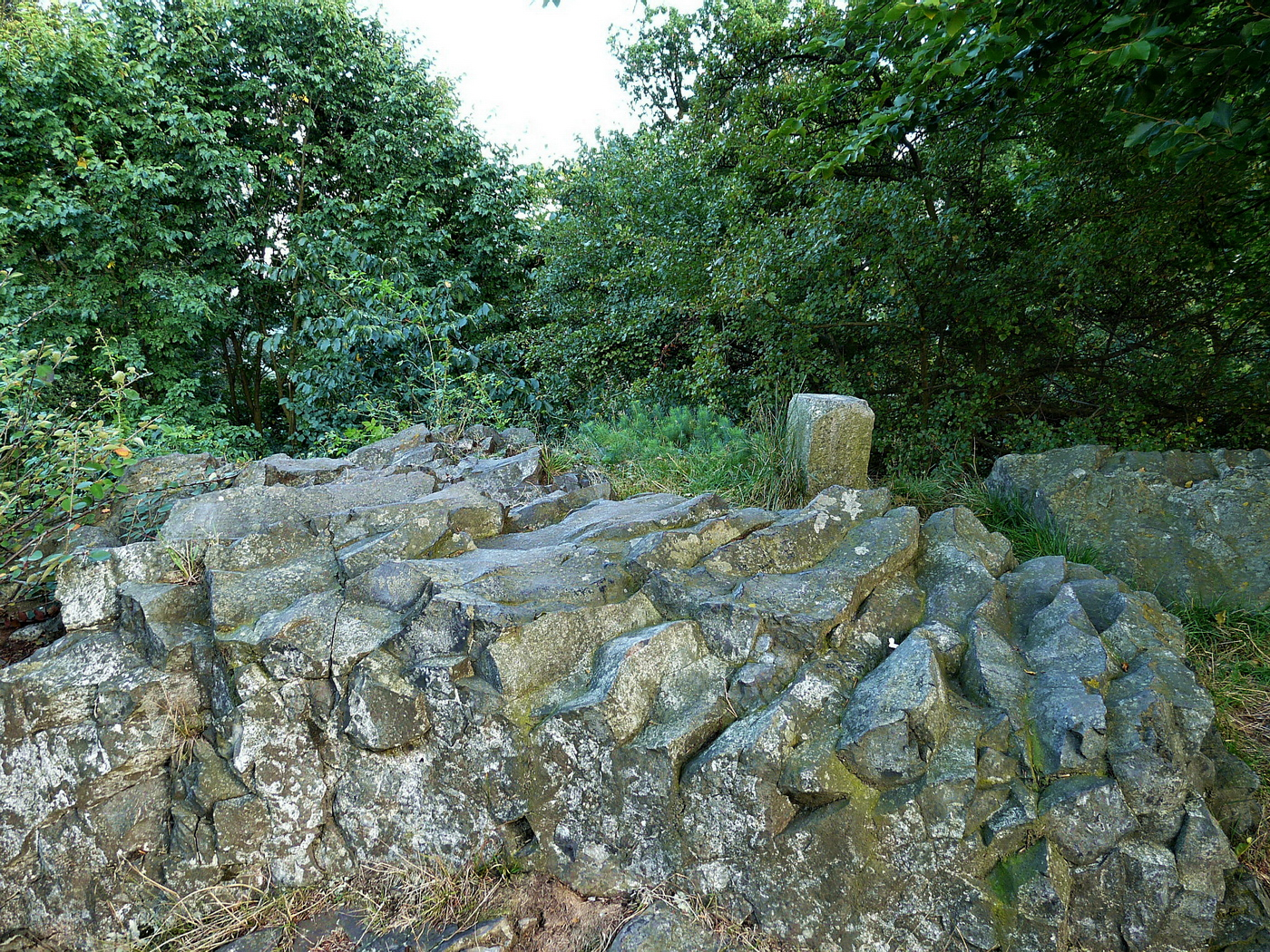
Sodalitový vrchol Borného

Na samotném vrcholu, který je téměř bez výhledu, stojí telekomunikační stožár. Na jihozápadním svahu je vyhlídka na Máchovo jezero, vrch Šroubený, Polomené hory, Malý Bezděz, Bezděz atd. Nad průseky na severní straně je vidět Hradčanská pahorkatina. V blízkém okolí se nalézají další nižší neovulkanické vrchy: Malý Borný (372 m n. m.), Havířský vrch (341 m n. m.) či Holubí kámen s Havířskou věží.

## Geomorfologické členění
Vrch náleží do celku Ralská pahorkatina, do podcelku Dokeská pahorkatina, do okrsku Jestřebská kotlina a do podokrsku Okenská pahorkatina.

## Přístup
K vyhlídce pod vrcholem vede odbočka zelené značené turistické trasy z parkoviště u Starých Splavů do Doks. Po úpatí vrchu vede zároveň se zeleně značenou trasou naučná stezka Se Čtyřlístkem okolo Blaťáku.